# Clio (Míchigan)
Clio es una ciudad ubicada en el condado de Genesee en el estado estadounidense de Míchigan. En el Censo de 2010 tenía una población de 2646 habitantes y una densidad poblacional de 909,73 personas por km².

## Geografía
Clio se encuentra ubicada en las coordenadas 43°10′37″N 83°44′8″O / 43.17694, -83.73556. Según la Oficina del Censo de los Estados Unidos, Clio tiene una superficie total de 2.91 km², de la cual 2.88 km² corresponden a tierra firme y (0.98%) 0.03 km² es agua.

## Demografía
Según el censo de 2010, había 2646 personas residiendo en Clio. La densidad de población era de 909,73 hab./km². De los 2646 habitantes, Clio estaba compuesto por el 95.2% blancos, el 1.06% eran afroamericanos, el 0.6% eran amerindios, el 0.19% eran asiáticos, el 0.04% eran isleños del Pacífico, el 0.79% eran de otras razas y el 2.12% pertenecían a dos o más razas. Del total de la población el 3.17% eran hispanos o latinos de cualquier raza.